# Alain Fauconnier
Pour les articles homonymes, voir Fauconnier.
Alain Fauconnier est un homme politique français, né le 20 février 1945, membre du PS.

## Biographie
Lors des élections sénatoriales de septembre 2014, Alain Fauconnier est battu, de même que l'ancienne ministre délégué PRG Anne-Marie Escoffier, par les deux candidats centre/droite, l'Union des démocrates et indépendants Jean-Claude Luche et l'UMP Alain Marc.
En mars et juin 2020, Alain Fauconnier conduit une liste aux élections municipales de Saint-Affrique, avec Jean-Luc Malet, ancien conseiller général, condamné par la justice pour avoir fait travailler du personnel municipal à son domicile. La liste d'Alain Fauconnier est battue au 2e tour de l'élection municipale par Sébastien David (45.92% des voix contre 41.04% pour Alain Fauconnier, et 13.04% pour Loïc Raynal), après 19 ans de socialisme à la mairie de Saint-Affrique.

## Mandats
- 1977-1989 : conseiller municipal d'opposition de Saint-Affrique
- 1989-1995 : premier adjoint au maire de Saint-Affrique. En conflit ouvert avec André Vigouroux, maire de Saint-Affrique, de 1989 à 1995 : Alain Fauconnier demandait la démission d'André Vigouroux, mais ne l'obtint jamais[réf. souhaitée].
- 1995-2001 : conseiller municipal d'opposition de Saint-Affrique.
- 1998-2001 : conseiller général de l'Aveyron - Canton de Saint-Affrique (démission en mars 2001 du fait de la loi sur le cumul des mandats)
- 1998-2004 : conseiller régional de Midi-Pyrénées
- 2004-2008 : cinquième vice-président du conseil régional Midi-Pyrénées (démission en septembre 2008 en vertu de la loi sur le cumul des mandats)
- 2001-2020 : maire de Saint-Affrique ; réélu en mars 2008 au premier tour, face à la liste menée par Serge Wenner et Sébastien David ; réélu le 30 mars 2014 face à la liste UMP menée par Sébastien David ; battu en juin 2020 par la liste Envies & Renouveau conduite par Sébastien David Les Républicains
- 2008-2014 : sénateur de l'Aveyron[1].
- 2011-2020 : président du parc naturel régional des Grands Causses.
- Depuis le 28 juin 2020 : conseiller municipal d'opposition de Saint-Affrique.